# Calaway H. Dodson
Calaway Homer Dodson (Selma, 17 de diciembre de 1928-Sarasota, 9 de agosto de 2020) fue un botánico, orquideólogo y taxónomo estadounidense. Estuvo casado con la también botánica guayaquileña Piedad Mármol.

## Biografía
Nacido en Selma, California, Dodson se especializó en orquideología muy tempranamente en su carrera. A lo largo de toda su vida ha realizado numerosas expediciones por la América tropical, sobre todo en la zona de los Andes de Colombia, Ecuador, Perú, y Bolivia, donde ha recolectado especímenes y ha descubierto nuevas especies de diferentes géneros de orquídeas.
Ya en 1960, Dodson acomete en colaboración con Robert Dressler, una clasificación de las Maxillariae de las Américas. En el año de 1965 presenta un estudio de los agentes polinizadores de las orquídeas y la importancia que tienen en el desarrollo evolutivo de la familia Orchidaceae.
En la primavera de 1973, Dodson, es nombrado Director ejecutivo del nuevo "Marie Selby Botanical Garden" en Sarasota Florida. Y, hoy en día es "Honorary Curator of Orchidaceae". 
En 1975, Dodson acomete la creación del género Dressleria, (nombrada así en honor de Robert Dressler) con especies del género Catasetum, del cual reclasifica también otras especies al género Clowesia.
Después de varias publicaciones relacionadas con el mundo de las orquídeas, Dodson trabajó en un proyecto de computarización de datos de la familia Orchidaceae con especies de todo el mundo, donde almacenó datos e imágenes. En este momento tiene una base de datos de 57.000 orquídeas. Se puede acceder a la base de datos en internet por esta URL: https://web.archive.org/web/20170606033359/http://mobot.mobot.org/W3T/Search/vast.html.

## Obra
- Clasificación de Maxillariae Dressler & Dodson, 1960
- Agentes de Polinización y su Influencia sobre la Evolución de la Familia Orquidacea, 214 p. 1965
- Biology of the Orchids, 157 p. 1967
- La flora de Jauneche, Los Ríos, Ecuador, v. 1 de Florulas de las zonas de vida del Ecuador. 512 p. 1985
- Orchids of Bolivia, v. 2 de Icones plantarum tropicarum: Series 2. 444 p. 1989
- Icones Plantarum Tropicarum, 1998. Con 2400 ilustraciones y 9 nuevas especies de Sobralia del Ecuador
- Illustrated Plants of the Tropics C.H.Dodson, John Atwood. 1980-1993
- Native Ecuadorian Orchids, v. 1, 2 y 3. 1993, 2001, y 2002
- Native Ecuadorian orchids, v. 5. 2004. 291 p. Ed. Dodson Trust. ISBN 9978439218

- La abreviatura «Dodson» se emplea para indicar a Calaway H. Dodson como autoridad en la descripción y clasificación científica de los vegetales.[2]